# Mattei (cognome)
Mattei è un cognome di lingua italiana.

## Varianti

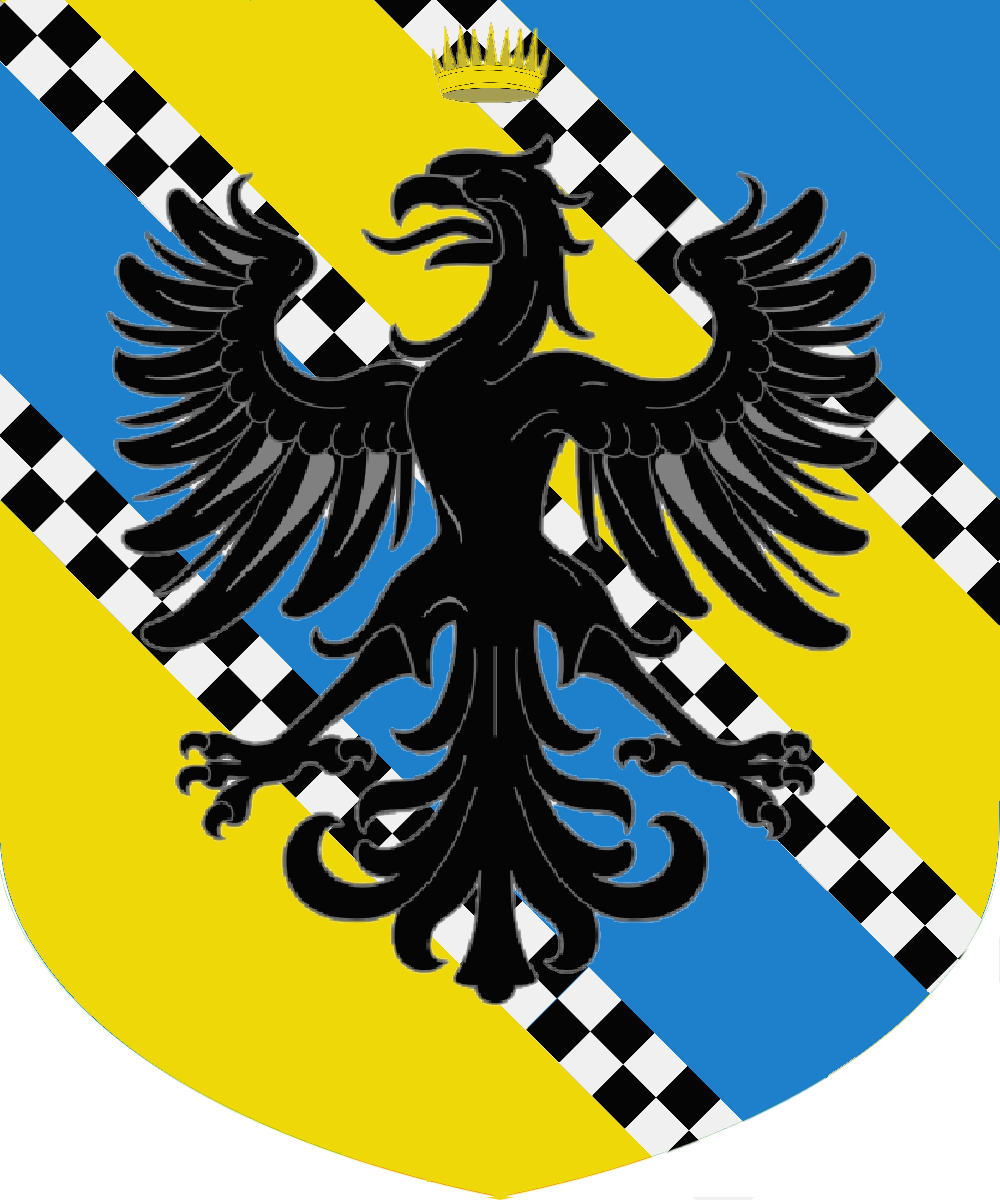
Stemma Maffetti

De Feo, De Feudis, De Mattei, De Matteis, De Matteo, De Matthaeis, De Mattio, De Meis, De Meo, Demattè, Demattio, Di Mattei, Di Matteo, Di Meo, Di Feo, Dimatteo, Fei, Feo, Feola, Feoli, Mafai, Maffei, Maffeo, Maffetti, Maffettoni, Maffezzoli, Maffezzoni, Maffi, Maffia, Maffii, Maffina, Maffini, Maffioletti, Maffioli, Maffione, Maffioni, Maffiotti, Maffone, Maffucci, Maffulli, Maftei, Mafucci, Massei, Matei, Mattè, Mattea, Matteacci, Mattedi, Matteia, Matteini, Matteis, Matteo, Matteoli, Matteoni, Matteotti, Matteucci, Matteuzzi, Mattevi, Matthieu, Mattia, Mattiacci, Mattias, Mattiassi, Mattiato, Mattiazzi, Mattich, Mattielli, Mattioli, Mattioni, Mattiucci, Mattiussi, Mattiuzzi, Mattone, Mattoni, Matucci, Matussi, Matzeu, Mazzea, Mazzei, Mazzella, Mazzeo, Mazzi, Meazza, Meazzuoli, Mei, Meini, Meo, Meotti, Meucci, Meuzzi, Miot, Miotti, Tea, Teia, Tioli, Tiozzi, Tiozzo, Tius, Tiussi, Tiuzzi.

## Origine e diffusione
Il cognome è tipicamente panitaliano.
Potrebbe derivare dal prenome Matteo o Mattia, dall'ebraico Matathiah, "uomo di Dio".
La variante Mattia è panitaliana; Maffei è toscano, lombardo e veneto; Massei e Mazzei sono centro-meridionali; Feo è meridionale; Fei è toscano; De Feo è trentino; Tioli compare in Emilia-Romagna e nelle Venezie; Tius, Tea e Teia sono veneti.

## Persone
- Aldo Mattei, calciatore italiano (Roma, n.1913 - Roma, † 1961)
- Attilio Mattei, calciatore italiano (Roma, n.1902 - Roma, † 1975)
- Augusto Mattei, calciatore italiano (Roma, n.1910)